# Al-Lis
Al-Lis (arab. الليث) - rybackie miasto na czerwonomorskim (zachodnim) wybrzeżu Arabii Saudyjskiej (prowincja Mekka).